# 三大怪獣グルメ
『三大怪獣グルメ』（さんだいかいじゅうグルメ）は、2020年6月6日公開の日本の映画。

## 概略
河崎実監督・プロデュースの特撮怪獣映画。特撮の神、円谷英二が戦前に犬塚稔と大ダコ映画を企画（大ダコが日本を襲い、国軍が「酢鉄砲」で倒し、酢ダコにして食べるという内容）としていた話を聞き、43年間温めていた構想が元ネタ。河崎はゴジラ以前に構想されていた「怪獣映画の王道」とスタイルを述べている。

## ストーリー
元超理化学研究所員・田沼雄太は生物を巨大化する劇薬の開発中に研究所をクビになり、現在は、実家の寿司屋を手伝っている。そんな中、巨大イカと巨大タコが東京に突如現れる。政府が組織するシーフード怪獣攻撃部隊（SMAT）指令官の響は雄太をSMATへ招き入れた。
SMATは新兵器「酢砲」を導入して三大怪獣に挑む。しかし攻撃で切り落とされた怪獣の肉が美味しかったことから、世間では「怪獣肉ブーム」が起こってしまう。

## 登場人物

### SMAT
「シーフード怪獣攻撃部隊」（Seafood Monster Attack Team）の略。政府巨大主導の下、海鮮怪獣を海鮮丼にして食べる作戦を推進する。
田沼雄太
演 - 植田圭輔
主人公。SMAT隊員。元・超理化学研究所員。実家は寿司屋。通称バイオの田沼。かつて巨大化する新薬「セタップZ」研究に携わっていた。
コミカライズ版では星川に惚れており、星山の体内に潜り込みたいと思うあまりに体を小さくできる「セタップA」を開発。
星山奈々
演 - 吉田綾乃クリスティー（乃木坂46）
SMAT隊員。田沼いわく「クラスの勝組から防衛省エリートになった」勝組女性。
コミカライズ版では防衛省職員を兼務。髪型はショートカットで描かれている。
彦馬新次郎
演 - 安里勇哉（TOKYO流星群）
SMAT科学顧問。超理化学研究所では田沼の同僚であったが犬猿の仲。シーフード怪獣に酢が効くことを発見する。以降、SMATの化学兵器を開発する。
コミカライズ版では女性を巨大化させたいという欲望を持つ。ロボコック開発以降はSMAT広報的な立ち回りを一方的に行った。
新実善五郎
演 - 横井翔二郎
SMAT隊員。怪獣オタク。「ロボの新美」の異名を持つ。
コミカライズ版ではもともと田沼の友人であり、途中入隊。バンダナを巻き眼鏡姿。ふくよかな体形に描かれている。
響司令
演 - 木之元亮
SMAT司令官。巨大生物対策本部本部長。
コミカライズ版では「ヒビキ司令」表記。
幸田副隊長
演 - 小林さとし
SMAT副隊長。合言葉は「やる気、勇気、ヒビキ」と上司に媚を売る体育会系。
コミカライズ版では「コウダ」表記。
岸田
演 - 黒崎澪音
SMAT隊員。主に前線を担当するものの、予算の少ない部隊の在り方にはやや懐疑的。
コミカライズ版では「キシダ」表記。
山中
演 - 伊橋剛太
SMAT隊員。バズーカなど重火器の専門家。
コミカライズ版では「ヤマナカ」表記。

### その他出演
- グルメレポーター：彦摩呂
- 餃子店のオーナー：パラダイス山元
- 酔っ払い：ウクレレえいじ
- 餃子店の客A：ケイ・グラント
- 餃子店の客B：泉麻人
- 鬼そば藤谷のオーナー：HEY!たくちゃん
- ギタリスト：いまみちともたか
- 長嶋茂雄風の男：南郷勇一
- いぶきげんごろう：武田康廣
- 食材を盗むYouTuber：コレコレ
- ラジオスター：吉田照美
- 市民：キュウソネコカミ
- 宇部総理と官房長官：福本ヒデ & 山本天心 (ザ・ニュースペーパー)
- 料理人・山下信弘：村西とおる
- 堀田稔（宮司）：きくち英一
- 岩村純一郎博士：堀内正美

### スーツアクター
- タッコラ：岡田ゆういち
- イカラ：破李拳竜
- カニーラ：澄川友哉
- ジャンボコック：谷口洋行

## 登場怪獣
イカラ
巨大化したイカの怪獣。
タッコラ
巨大化したタコの怪獣。
カニーラ
巨大化したカニの怪獣。

## 登場兵器
ジャンボコック
SMAT制作の対シーフード怪獣用人型料理マシーン・ロボコックの巨大化版。

## 音楽

### 主題歌
- キュウソネコカミ「おいしい怪獣」

## スタッフ
- 監督・特撮監督 - 河崎実
- 監修 - 久住昌之
- 製作総指揮：藤田浩幸、後藤明信、鈴木ワタル、大橋孝史、河崎実
- 企画：石黒研三、前田章利、伊藤明博、岩村修
- プロデューサー：河崎実、佐熊慎一
- 脚本：右田昌万、河崎実
- 撮影：松尾誠、佐々木雅史
- 照明：斉藤久晃
- 録音：相田義敦
- 音楽：アサカコウギ
- 編集・音響効果：川﨑雄太
- VFX：人見健太郎
- 怪獣デザイン・イラスト：加藤礼次朗
- 特殊造形：梶康伸
- スチール：長尾有紀子、縄島明彦
- タイトルロゴ・宣伝デザイン：小松清一
- 特撮：特撮研究所
- 協賛：岩下食品株式会社、有限会社ニイミ洋食器店
- 制作プロダクション:有限会社リバートップ
- 製作：電通、竹書房、パル企画、リバートップ、モバコン、JVCケンウッド・ビクターエンタテインメント
- 配給：パル企画

## 漫画版
ほりのぶゆきによる漫画版がWEBコミックガンマで2019年9月30日から2020年4月20日にかけて連載され、2020年5月22日に単行本が発売された。映画版の脚本、登場人物を踏襲しながらも、映画内で描けなかった人物を描写を織り交ぜ、結末、怪獣デザインもオリジナルとなっている。
- コミカライズ版：漫画：ほりのぶゆき/原作：河崎実/監修：久住昌之 「三大怪獣グルメ」（竹書房、WEBコミックガンマ連載）